# Pouteria franciscana
Pouteria franciscana là một loài thực vật thuộc họ Sapotaceae. Đây là loài đặc hữu của Brasil.